# إطلاق النار في ستنيي (2025)
إطلاق نار في ستنيي (2025) هي حادثة إطلاق نار جماعي في مدينة ستنيي قَتل فيها رجل ثلاثة عشر شخصًا وأصاب أربعة آخرين خلال خمس عمليات منفصلة لإطلاق نار في ستنيي، وحدثت في تاريخ 1 يناير/كانون الثاني 2025م، وانتحر منفذ الهجوم في وقت لاحق من نفس اليوم. وتُعد الحادثة ثاني إطلاق نار جماعي في ستنيي بعد حادثة 2022.

## الحادثة

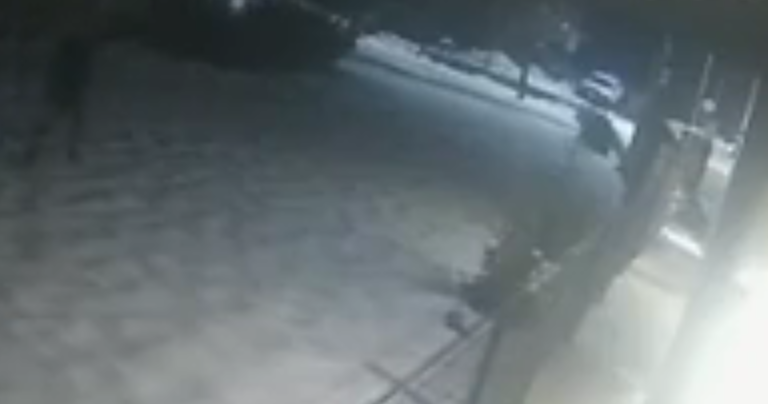
لقطة من كاميرا مراقبة تُظهر أكو مارتينوفيتش وهو ذاهب إلى الحانة قبل إطلاق النار بوقت قصير

حوالي الساعة 17:30 بالتوقيت المحلي في 1 يناير 2025، اندلع مناوشة داخل حانة من حانات ستنيي. بعد القتال، غادر رجل من الحانة يبلغ من العمر 45 سنة يُدعى أكو مارتينوفيتش (بالمونتنغرية:Ацо Мартиновић) وعاد إلى منزله لإحضار مسدسه. عاد مارتينوفيتش إلى الحانة وأطلق النار على المتواجدين مما أسفر عن مقتل أربعة رجال وإصابة أربعة آخرين. ثم انتقل إلى مكان آخر وقتل اثنين بالغين وطفلين وهرب مرة أخرى وانتقل إلى موقعين آخرين. وكان من بين القتلى صاحب الحانة وطفليه، اللذين يبلغان من العمر 10 و13 سنة.
أغلقت السلطات الطرق المؤدية إلى ستنيي للبحث عن منفذ الهجوم، ونُشرت قوات خاصة للمساعدة. وأُكِّد عن خبر مقتل العديد من الناس في قرية باجيس [الإنجليزية] فحاصرته الشرطة هناك. وبعد محاصرته أطلق أكو مارتينوفيتش النار على رأسه في ضاحية ستنيي في هومسي قُرب منزله، وتوفي أثناء نقله إلى المستشفى في صباح 2 يناير. نُقلت العديد من الضحايا إلى مستشفى بودغوريتسا، وكان أربعة منهم في حالة حرجة.
كان مارتينوفيتش قد احتُجز في الماضي بتهمة حيازة أسلحة نارية غير قانونية والعنف الأسري. كما تلقى حكمًا مع وقف التنفيذ في سنة 2005 بسبب سلوكه العنيف. ووُصف بأنه "تناول المشربات الكحولية طوال اليوم" قبل إطلاق النار.
في 3 يناير، عثرت الشرطة على سلاح عيار 9 ملم [الإنجليزية] و80 ذخيرة إضافية من المُسلَّح في مكان الحادثة.

## الضحايا
قُتل ثلاثة عشر شخصًا من ضمنهم أكو مارتينوفيتش، وأُصيب أربعة آخرون بجروح خطيرة، وكان من بين الضحايا صبيان يبلغان من العمر 8 و13 سنة، وسبعة رجال وثلاثة نساء. وكان من بين الضحايا اثنان من أقارب المغني داركو مارتينوفيتش، ماركو مارتينوفيتش وميلوس مارتينوفيتش، وأبناء شقيق صاحب البار وأفراد أسرة أكو مارتينوفيتش بما في ذلك أخته وأشخاص آخرون كان يعرفهم.
في 9 يناير، توفي أحد المصابين إثر جراحه، مما رفع حصيلة القتلى إلى ثلاثة عشر.

## بعد الحادثة

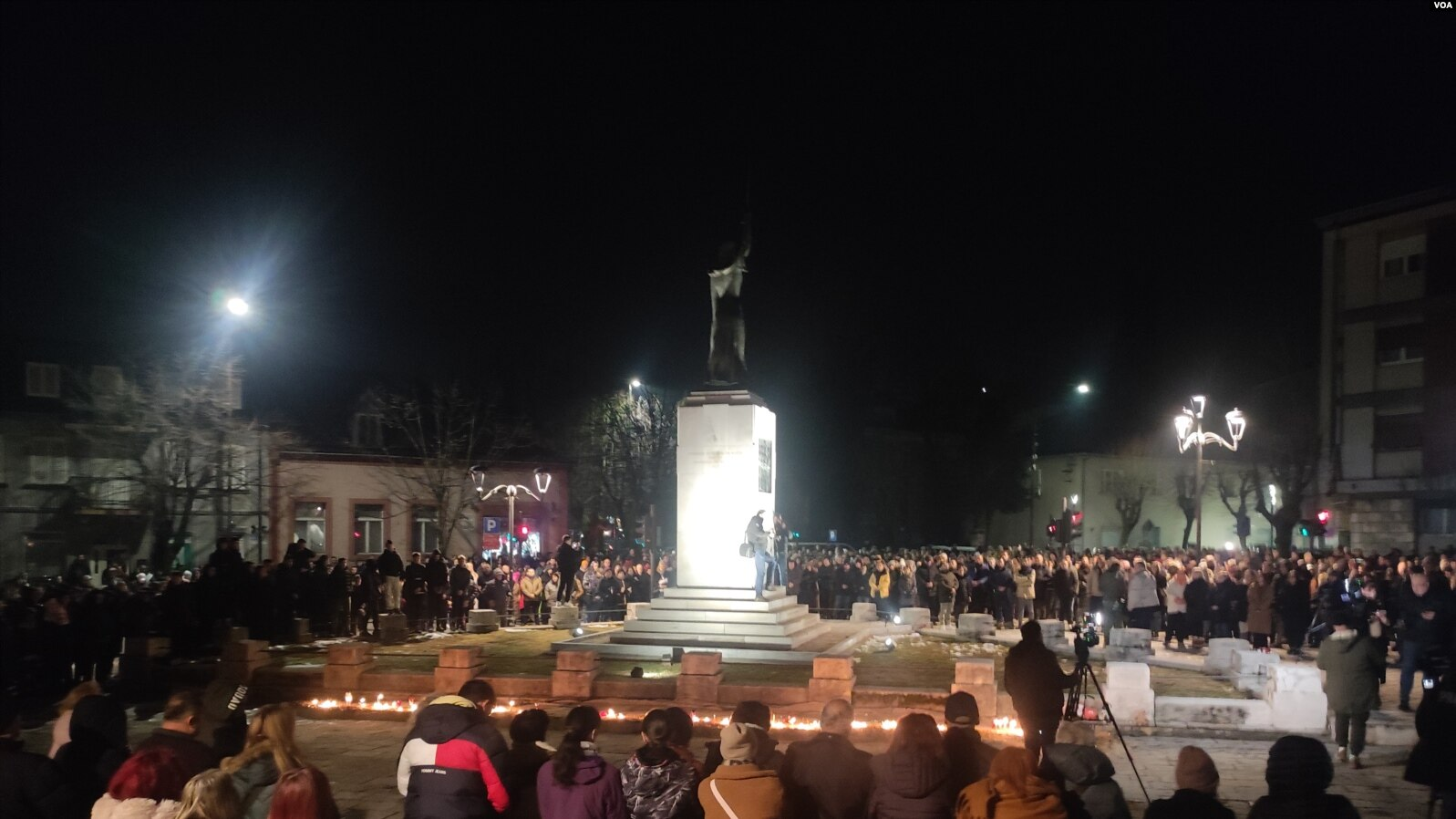
احتجاجات ستنيي في 5 يناير 2025 بسبب حادثة إطلاق النار، تُطالب باستقالة وزير الداخلية.

في 3 يناير، أعلن مجلس الأمن القومي عن تدابير جديدة لسلامة الأسلحة النارية، تشمل فحوصات أمنية ونفسية جديدة لأصحاب النارية المسجلين وعقوبات قاسية لحاملي الأسلحة غير القانونية في نهاية عفوٍ مدته شهرين لتسليم أسلحتهم النارية. وفي نفس اليوم، احتج 200 شخص خارج مقر الحكومة في بودغوريتسا مطالبين باستقالة كبار المسؤولين الأمنيين بسبب إطلاق النار. وتبع ذلك مظاهرة أخرى في 5 يناير تطالب باستقالة وزير الداخلية دانيلو سارانوفيتش ونائب رئيس الوزراء للأمن والدفاع أليكسا بيتشيتش [الإنجليزية].

## ردود الفعل

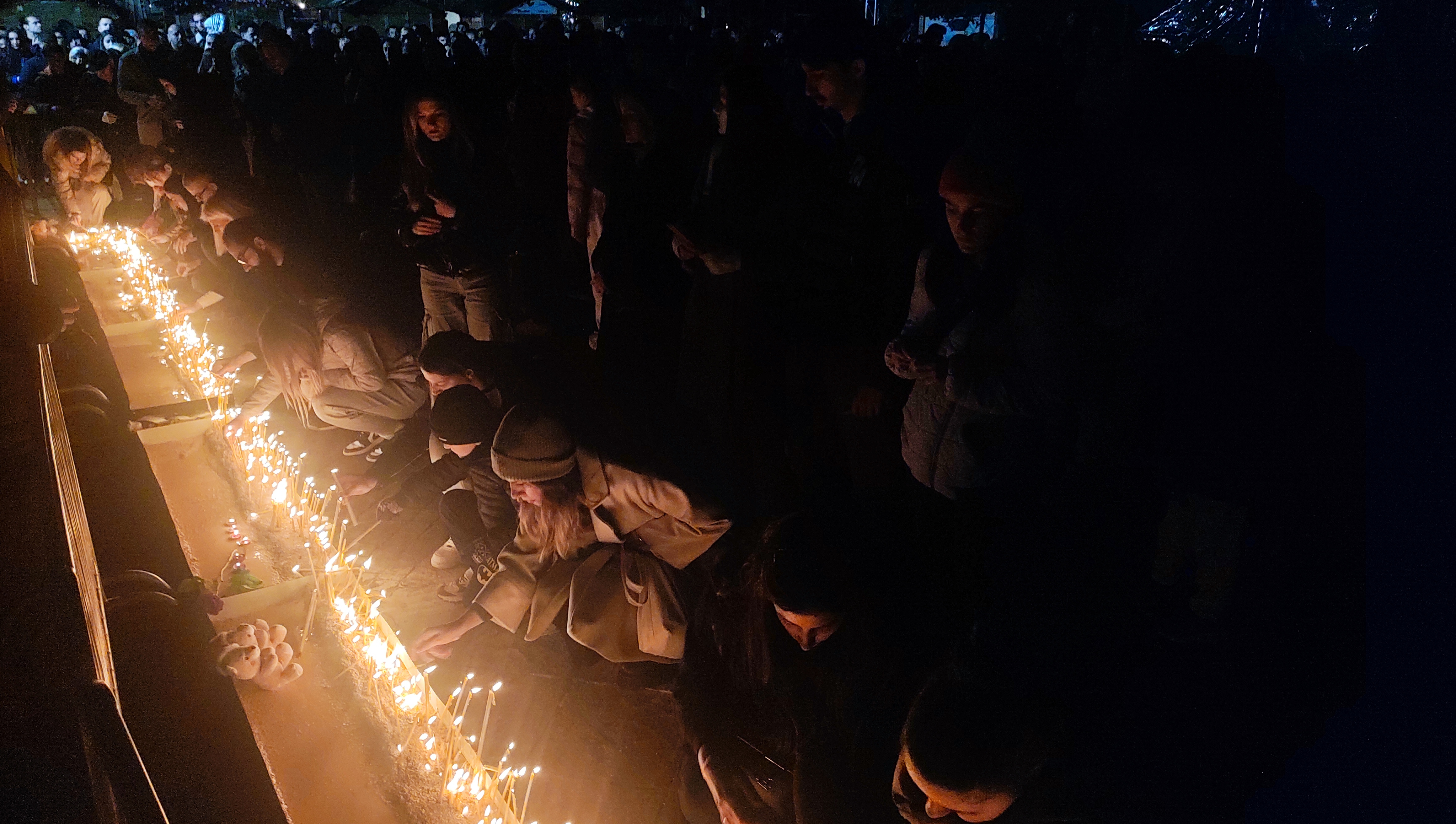
سكان بودغوريتسا يضيئون الشموع لضحايا إطلاق النار في ستنيي سنة 2025م

### محليًا
- أعلنت الحكومة أنها ستنظر في تشديد اللوائح على ملكية الأسلحة النارية.[8]
- قال الرئيس ياكوف ميلاتوفيتش إنه شعر بالصدمة والذهول بسبب المأساة، وغرد قائلًا «بدلاً من فرحة العيد...لقد أصابنا الحزن بسبب فقدان أرواح الأبرياء».[15]
- زار رئيس الوزراء ميلويكو سبايتش المستشفى حيث كان تُعالج الضحايا، وأعلن الحداد الوطني لمدة ثلاثة أيام.[15] وإلغاء احتفالات رأس السنة الجديدة المقررة.[16]

### عربيًا
- السعودية: أعربت المملكة العربية السعودية عن بالغ أسفها لحادثة إطلاق نار وقعت في مدينة ستنيي بالجبل الأسود وأسفرت عن وفاة وإصابة عدد من الأشخاص. وأكدت المملكة في بيان صادر عن وزارة خارجيتها تعاطفها وصادق تعازيها لأسر الضحايا وشعب وحكومة الجبل الأسود متمنية للمصابين الشفاء العاجل.[عر 1]
- قطر: أدانت دولة قطر حادث إطلاق النار الذي وقع في مدينة ستنيي في الجبل الأسود وأدى إلى سقوط قتلى وجرحى. وعبَّرت وزارة الخارجية القطرية عن تعازي قطر لذوي الضحايا وحكومة وشعب الجبل الأسود وتمنياتها للجرحى بالشفاء العاجل.[عر 2]
- الإمارات العربية المتحدة: أدانت دولة الإمارات بشدة، حادثة إطلاق النار التي وقعت في جمهورية الجبل الأسود في إحدى مناطق شمال غرب العاصمة بودغوريتشا، ما أدى إلى مقتل وإصابة عشرات الأشخاص الأبرياء. وأعربت وزارة الخارجية الإماراتية عن تضامنها مع حكومة الجبل الأسود وشعبها، ومع أهالي وذوي ضحايا هذا العمل وتمنياتها بالشفاء العاجل للمصابين.[عر 3]
- البحرين: بعث ولي العهد مملكة البحرين سلمان بن حمد آل خليفة برقية تعزية إلى رئيس وزراء الجبل الأسود ميلويكو سبايتش في بلدة ستنيي، أعرب فيها عن خالص تعازيه وصادق مواساته بضحايا حادث إطلاق النار الذي وقع في جمهورية الجبل الأسود، والذي أسفر عن سقوط عدد من الضحايا والمصابين. كما أعرب عن تعازيه لأسر وذوي الضحايا ولحكومة وشعب الجبل الأسود، وتمنياته بالشفاء العاجل لجميع المصابين.[عر 4]
- عُمان: أعربت سلطنة عُمان عن إدانتها لحادثة إطلاق النار في مدينة ستنيي بجمهورية الجبل الأسود، والتي أدت إلى سقوط قتلى وجرحى، معبرةً عن خالص تعازيها لحكومة الجبل الأسود ولذوي الضحايا، مع صادق تمنياتها بالشفاء العاجل للمصابين.[عر 5]
- الكويت: أعربت وزارة الخارجية الكويتية عن إدانة دولة الكويت لحادثة إطلاق النار التي شهدتها مدينة ستنيي في جمهورية الجبل الأسود وأدت إلى سقوط عدد من القتلى والجرحى. وأعربت الوزارة عن أصدق التعازي والمواساة لأسر الضحايا ولحكومة الجبل الأسود ومتمنية الشفاء العاجل للمصابين.[عر 6]
- الأردن: أدانت وزارة الخارجية وشؤون المغتربين حادث إطلاق النار الذي وقع في جمهورية الجبل الأسود، والذي أسفر عن وقوع عشرات الضحايا والإصابات. وأكَّد الناطق الرسمي باسم الوزارة السفير سفيان القضاة، وقوف المملكة وتضامنها الكامل مع حكومة وشعب جمهورية الجبل الأسود في هذا الحادث، ورفضها لجميع أشكال العنف التي تسعى لزعزعة الأمن والاستقرار. وأعرب السفير عن أصدق التعازي والمواساة لأسر الضحايا، متمنيًا الشفاء العاجل للمصابين.[عر 7]

### دوليًا
- فرنسا: أعربت فرنسا عن تأثرها الشديد بفعل إطلاق النار الذي وقع في الجبل الأسود في مدينة ستنيي وأسفر عن عدة قتلى وجرحى. وتتقدم بأصدق تعازيها إلى أسر الضحايا وتضامنها الكامل مع سكان البلد وسلطاته.[عر 8]

## الملاحظات
1. ↑  توفي أحد الضحايا بعد 8 أيام

### إنجليزية
1. ↑  Visnjic, Borislav (2 Jan 2025). "Montenegro Mourns Victims After 12 Killed in Mass Shooting". Balkan Insight (بالإنجليزية الأمريكية). Retrieved 2025-01-02.
2. 1 2  "Montenegro: Mass shooting leaves ten dead including children". www.bbc.com (بالإنجليزية البريطانية). Retrieved 2025-01-04.
3. ↑  Stevo Vasiljevic (1 Jan 2025). "At least 10 dead in Montenegro after gunman goes on rampage". رويترز (بالإنجليزية). Retrieved 2025-01-03.
4. ↑  "Montenegro mourns after gunman kills at least 12 people before shooting himself". AP News (بالإنجليزية). 2 Jan 2025. Retrieved 2025-01-04.
5. 1 2  "At least 12 killed in mass shooting in Montenegro, suspect kills himself". Al Jazeera (بالإنجليزية). Retrieved 2025-01-04.
6. 1 2  "An armed man kills at least 10 people, including 2 children, in a shooting rampage in Montenegro". AP News (بالإنجليزية). 1 Jan 2025. Retrieved 2025-01-04.
7. ↑  "Armed assailant kills several people in mass shooting in Montenegro". France 24 (بالإنجليزية). 1 Jan 2025. Retrieved 2025-01-04.
8. 1 2  رويترز (1 Jan 2025). "Suspect in Montenegro shooting dies from self-inflicted injuries after killing at least 12 people". CNN (بالإنجليزية). Retrieved 2025-01-04.
9. ↑  "Montenegro mourns after gunman kills 12". France 24 (بالإنجليزية). 2 Jan 2025. Retrieved 2025-01-04.
10. ↑  PREDRAG MILIC (03 Jan 2025). "Montenegro to tackle gun control after mass killing left 12 dead". KTXL (بالإنجليزية). Retrieved 2025-01-05.
11. ↑  "Montenegrin PM proposes gun ban after 12 die in shooting spree". euronews (بالإنجليزية). 2 Jan 2025. Retrieved 2025-01-11.
12. ↑  "The death toll in last week's mass shooting in Montenegro rises to 13". AP News (بالإنجليزية). 9 Jan 2025. Retrieved 2025-01-11.
13. ↑  "Montenegro to tackle gun control after mass killing left 12 dead". AP News (بالإنجليزية). 3 Jan 2025. Retrieved 2025-01-05.
14. ↑  "Thousands protest in Montenegro to demand ouster of top security officials over mass shooting". AP News (بالإنجليزية). 5 Jan 2025. Retrieved 2025-01-06.
15. 1 2  "An armed man kills at least 10 people, including 2 children, in a shooting rampage in Montenegro". AP News (بالإنجليزية). 1 Jan 2025. Retrieved 2025-01-05.
16. ↑  "A man who killed at least 12 people in a shooting spree in Montenegro dies by suicide". NPR (بالإنجليزية). 02 Jan 2025. Retrieved 2025-01-05.

### عربية
1. ↑  "السعودية تعرب عن أسفها لحادثة إطلاق نار في الجبل الأسود". وكالة الأنباء الكويتية. 2 يناير 2025. اطلع عليه بتاريخ 2025-01-02.
2. ↑  "قطر تدين بشدة حادث إطلاق النار في الجبل الأسود". وكالة الأنباء الكويتية. 2 يناير 2025. اطلع عليه بتاريخ 2025-01-03.
3. ↑  "الإمارات تدين بشدة حادثة إطلاق النار في الجبل الأسود". وكالة أنباء الإمارات. 2 يناير 2025. اطلع عليه بتاريخ 2025-01-03.
4. ↑  "سمو ولي العهد رئيس مجلس الوزراء يبعث برقية تعزية إلى رئيس وزراء جمهورية الجبل الأسود في ضحايا حادث إطلاق النار في بلدة سيتينيي". وكالة أنباء البحرين. 02 يناير 2025. اطلع عليه بتاريخ 2025-01-04.
5. ↑  ياسر البلوشي (3 يناير 2025). "سلطنة عُمان تُدين حادثة إطلاق النار في مدينة سيتينيي". وكالة الأنباء العمانية. اطلع عليه بتاريخ 2025-01-03.
6. ↑  "دولة الكويت تعرب عن إدانتها لحادثة إطلاق النار لمدينة سيتيني في جمهورية الجبل الأسود". وكالة الأنباء الكويتية. 3 يناير 2025. اطلع عليه بتاريخ 2025-01-03.
7. ↑  "الخارجية تدين حادث إطلاق النار في جمهورية الجبل الأسود". وكالة الأنباء الأردنية. 3 يناير 2025. اطلع عليه بتاريخ 2025-01-04.
8. ↑  "الجبل الأسود - إطلاق النار في مدينة ستنيي". وزارة أوروبا والشؤون الخارجية. 2 يناير 2025. اطلع عليه بتاريخ 2025-01-02.

### صربية
1. ↑  novine, Nezavisne (4 Jan 2025). "Drug iz klupe posvetio čitulju najmlađoj žrtvi masakra na Cetinju". Nezavisne novine (بالصربية). Retrieved 2025-01-05.
2. ↑  R, D. (2 Jan 2025). "Cetinje massacre as it happened: Mass killer murders 12, seriously wounds 4, shoots himself in the head". Telegraf.rs (بالصربية). Retrieved 2025-01-11.
3. ↑  R, D. (2 Jan 2025). "Cetinje massacre as it happened: Mass killer murders 12, seriously wounds 4, shoots himself in the head". Telegraf.rs (بالصربية). Retrieved 2025-01-05.